# Lenk (Švýcarsko)
Lenk (také označován jako Lenk im Simmental) je obec v okrese Obersimmental-Saanen v kantonu Bern ve Švýcarsku. Žije zde přibližně 2 300 obyvatel.

## Geografie
Lenk je nejvýše položenou obcí v údolí Simmental. Na území obce se nachází řada hor, z nichž nejvyšší je Wildstrubel. Poněkud níže pod Wildstrubelem, u Siebenbrünnen, pramení řeka Simme, která dala Simmentalu jeho jméno.
Lenk leží vzdušnou čarou 57 km jižně od Bernu a 42 km východně od Montreux. Nejnižší bod obce se nachází u Brändli v nadmořské výšce přibližně 1016 m n. m., nejvyšším bodem je Wildstrubel ve výšce 3244 m n. m.

## Historie

Fara a kostel v Lenku (počátek 19. století)

Historie obce Lenk sahá až do neolitu, kdy lidé využívali jeskyni Tierberg, která se nachází v nadmořské výšce 2660 m, jako místo odpočinku. Jedná se pravděpodobně o nejvýše položené vysokohorské místo odpočinku v pravěku.
První doložená zmínka o Lenku jako an der Leng pochází z roku 1370. V roce 1505 se pět zemědělských obcí Aegerten, Gutenbrunnen, Brand, Oberried a Pöschenried spojilo do farnosti Lenk. Předtím Lenk patřil k farnosti St. Stephan a ještě předtím k farnosti Zweisimmen, mateřské farnosti Obersimmentalu. Než se Lenk zcela osamostatnil, uplynulo další desetiletí, během něhož bylo třeba urovnat neshody s farnostmi St. Stephan a Zweisimmen a s klášterem Interlaken. Reformace prosazená v Bernu v roce 1528 narazila v Horním Simmentalu na tvrdý odpor. Pod tlakem svých katolických obchodních partnerů ve Valais napsali obyvatelé Lenku v roce 1529 do Bernu, že si chtějí zachovat starou víru. Teprve o čtyři roky později, v roce 1533, byl Lenk pod vedením pastora Wilhelma Dachse reformován.
V roce 1663 řádil v Lenku celý rok mor. Mor, který v oblasti Berner Oberland řádil od roku 1358, se v Lenku naposledy objevil až v roce 1752, kdy si na faře vyžádal životy tří dětí.

Letecký pohled (1957)

Obyvatelé Lenku udržovali obchodní styky s oblastí Valais přes průsmyk Rawilpass (2425 m n. m.) již od raného středověku. Několik luk severně od vrcholu průsmyku udržovali obyvatelé Valais po dlouhou dobu, například Wallisdole na Iffigenalpu.
Kvůli trvalému zaplavování Oberriedu řekou Simme bylo její koryto v 18. století uměle upraveno. Nejvýraznějším svědkem této úpravy vodního toku jsou vodopády Simmenfälle, kde vodní masy padají do údolí v korytě vyraženém do skály.
Od 18. století se v Simmentalu dařilo vývozu simentálského skotu. Chov a prodej žádaného plemene přinesl práci a prosperitu celému údolí, o čemž svědčí bohatě zdobené simentálské domy z té doby.
Kvůli špatné hospodářské situaci, hlavně v 19. století, se mnoho chudých rodin z Lenku vystěhovalo do Ameriky. Místní rada je podporovala částkou 20 až 40 franků na dítě.
Dne 16. července 1878 postihl do té doby ušetřený Lenk ničivý požár vesnice. Plamenům padlo za oběť 25 budov včetně starého kostela. Přestože vyhořela polovina vesnice, nedošlo k žádným obětem na životech.
Dne 4. července 1930 se Lenk stal obětí bouřkové katastrofy. Po prudké bouři zdevastovaly suťové proudy z bočních potoků polovinu obce a zatarasily koryto řeky Simme, takže celý střed obce byl na měsíc zatopen. Teprve s pomocí zvenčí, včetně švýcarské armády, se podařilo obec a přístupové cesty obnovit.

## Obyvatelstvo
| Vývoj počtu obyvatel | Vývoj počtu obyvatel | Vývoj počtu obyvatel | Vývoj počtu obyvatel | Vývoj počtu obyvatel | Vývoj počtu obyvatel | Vývoj počtu obyvatel | Vývoj počtu obyvatel | Vývoj počtu obyvatel | Vývoj počtu obyvatel | Vývoj počtu obyvatel | Vývoj počtu obyvatel | Vývoj počtu obyvatel | Vývoj počtu obyvatel | Vývoj počtu obyvatel | Vývoj počtu obyvatel | Vývoj počtu obyvatel | Vývoj počtu obyvatel | Vývoj počtu obyvatel |
| -------------------- | -------------------- | -------------------- | -------------------- | -------------------- | -------------------- | -------------------- | -------------------- | -------------------- | -------------------- | -------------------- | -------------------- | -------------------- | -------------------- | -------------------- | -------------------- | -------------------- | -------------------- | -------------------- |
| Rok                  | 1764                 | 1850                 | 1860                 | 1870                 | 1880                 | 1888                 | 1900                 | 1910                 | 1920                 | 1930                 | 1941                 | 1950                 | 1960                 | 1970                 | 1980                 | 1990                 | 2000                 | 2010                 |
| Počet obyvatel       | 1468                 | 2369                 | 2269                 | 2311                 | 2192                 | 2001                 | 1748                 | 1757                 | 1758                 | 1750                 | 1752                 | 1871                 | 1900                 | 1876                 | 2089                 | 2272                 | 2337                 | 2265                 |

V obci žilo ke konci roku 2021 2270 obyvatel. 87 % (1978 osob) obyvatel jsou Švýcaři a 13 % (270 osob) cizinci.

## Turismus

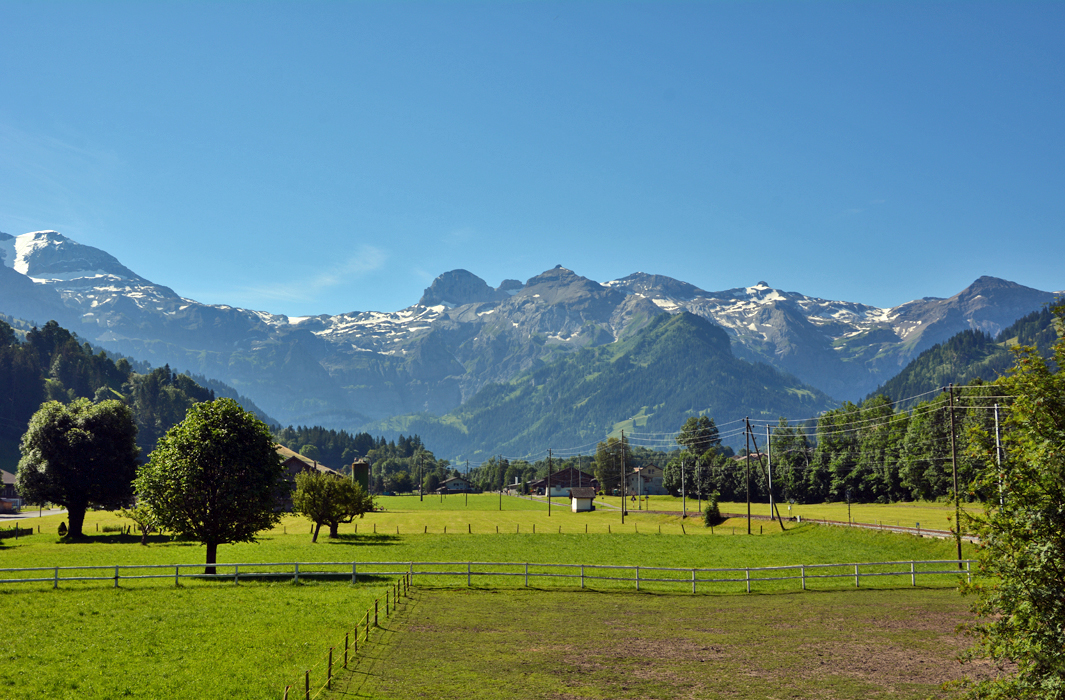
Pohled na okolní horské masivy

Lenk má asi 11 000 míst k přenocování, z toho 950 hotelových lůžek. Jídla a nápoje nabízí 30 restaurací.
Historie cestovního ruchu v Lenku se začala psát v roce 1689, kdy byly otevřeny minerální lázně Lenk. Dosud jsou lázně napájeny sirným pramenem o teplotě 8 °C z lokality Holiebi západně od obce. Voda obohacená sirovodíkem byla prodávána jako univerzální lék a do Lenku přijížděli lidé s nejrůznějšími neduhy z celé Evropy, aby si ulevili. S nástupem farmaceutických výrobků na počátku 20. století zájem o minerální lázně v Lenku opadl a hnací silou turistického ruchu se staly zimní sporty. První dopravní dráhou byla Funi (zkratka pro Funiculaire), lanovka, která vozila milovníky zimních sportů z Lenk na Stoss, zhruba v místech, kde se dnes nachází prostřední stanice lanovky Lenk–Betelberg. Další lanovky následovaly na obou stranách údolí. Kromě „domácí hory“ Betelberg dnes existuje síť lanovek s oblastí Adelbodenu. Nejvyšším bodem je lanovka Dossen T-bar ve výšce 2362 m n. m. v oblasti Engstligenalp na straně Adelbodenu. Celkem 70 vleků zpřístupňuje 210 kilometrů sjezdovek. Lyžařská oblast Adelboden-Lenk tak patří k největším v Bernských Alpách.
Stezka Obersimmentaler Hausweg vede z Boltigenu přes Zweisimmen a St. Stephan do Lenku.

## Doprava

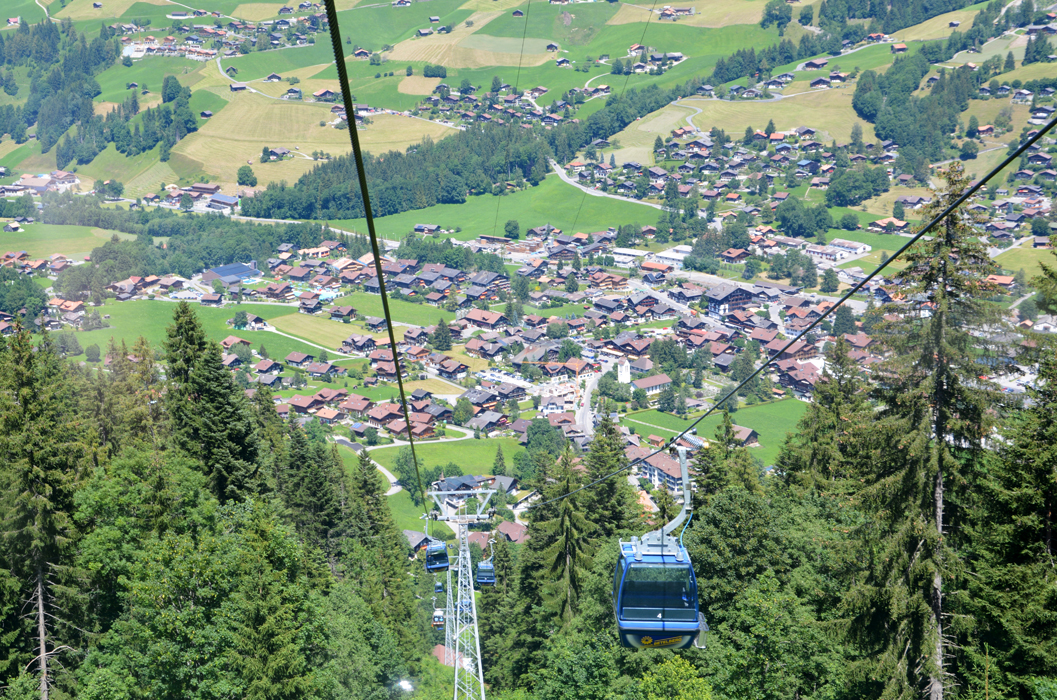
Lanovka na Betelberg

2756 metrů vysoké sedlo Schnidejoch sloužilo jako dopravní cesta již v pravěku. Severně od vrcholu průsmyku našli archeologové impozantní množství nástrojů a oděvů, z nichž nejstarší, staré přes 6000 let, jsou asi o 1500 let starší než Ötzi.
V raném středověku ztratil Schnidejoch svůj význam ve prospěch níže položeného průsmyku Rawilpass, který byl zprůchodněn výstavbou stezky pro mezky. V první polovině 18. století byla do skalní stěny nad Iffigenalpem vyražena nová stezka, která opět zkrátila cestu z Lenku do Valais.

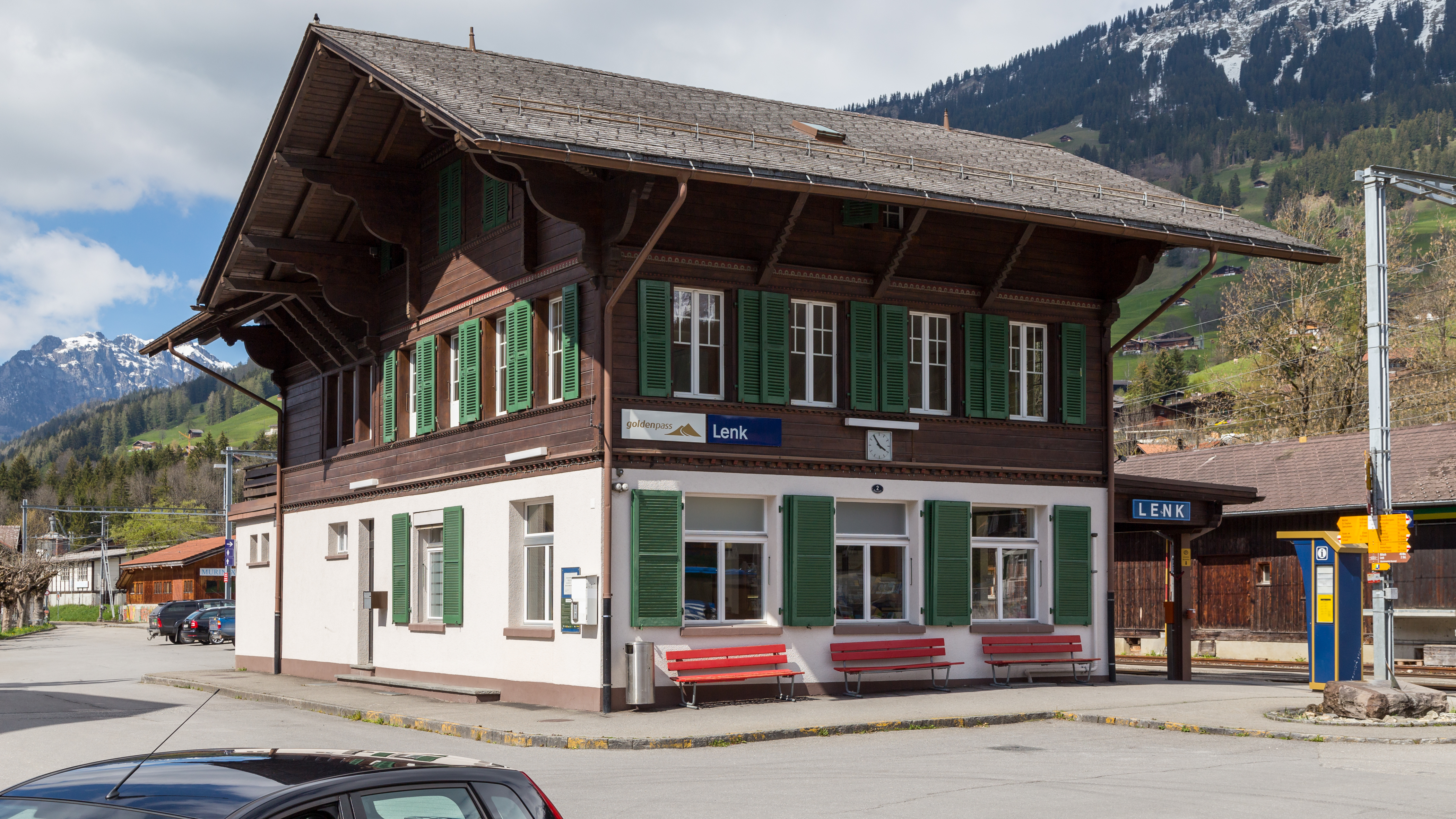
Železniční stanice Lenk

Od počátku věku železnic se objevilo několik ambicí vybudovat železnici přes Simmental do Valais. Prvním projektem byla železnice standardního rozchodu, která měla pomocí dvou tunelů přes masivy Stockhorn a Wildstrubel spojit Bern se Simplonským tunelem, a tedy s Itálií. Projekt parní železnice však byl poražen elektrickou variantou trati přes Lötschberg. V roce 1912, kdy byla slavnostně otevřena trať Montreux-Berner Oberland-Bahn (MOB) Zweisimmen–Lenk, se objevily plány na výstavbu železnice Rawil-Bahn do Valais, které se však nikdy neuskutečnily.
Silnice přes Rawilpass, nebo spíše pod ním, byla také častým tématem. První myšlenkou byla silnice přes průsmyk do Crans-Montany s tunelem dlouhým pouze 1,6 km. V rámci státní silniční sítě se koncem 50. let uvažovalo o ambicióznějším projektu v podobě dalšího prodloužení dálnice A6 přes Simmental k A9 ve Valais s přibližně 4 km dlouhým tunelem Rawil. Jelikož by tato silnice byla kvůli vysoko položenému vrcholu průjezdná pouze v létě, a měla by tak špatný poměr nákladů a přínosů, byla tato myšlenka brzy zamítnuta a místo toho se plánovala výstavba 9,8 km dlouhého tunelu, který by byl bezpečný v zimě. Kontroverzní projekt dálnice byl však kvůli ostrému odporu obyvatel Simmentalu a nepříznivým geologickým podmínkám v Rawilu zamítnut, a to i přes silné protesty obyvatel Valais.